# Sericulus bakeri
L'uccello giardiniere crinito o uccello giardiniere degli Adelbert (Sericulus bakeri (Chapin, 1929)) è un uccello passeriforme della famiglia Ptilonorhynchidae.

## Etimologia
Il nome scientifico della specie, bakeri, rappresenta un omaggio al banchiere e filantropo statunitense George Stuart Baker, finanziatore dell'AMNH.

## Descrizione

### Dimensioni
Misura 27 cm di lunghezza, per 164-184 g di peso: a parità d'età, i maschi sono mediamente più grossi e robusti rispetto alle femmine.

### Aspetto
Si tratta di uccelli dall'aspetto paffuto e massiccio, muniti di testa piccola e arrotondata con lungo e sottile becco conico, ali digitate, zampe lunghe e forti e corta coda di forma squadrata.
La specie presenta dicromatismo sessuale. La femmina (osservata per la prima volta nel 1959), infatti, presenta colorazione sobria e dominata dalle tonalità del bruno sull'area dorsale (testa, dove è più scura, dorso, ali e coda) e dal grigio-brunastro su quella ventrale (gola, petto, ventre e fianchi), dove le singole penne sono orlate di bruno scuro, a dare un effetto screziato: nei maschi, invece, il piumaggio è completamente nero, con copritrici gialle e penne del vertice e della nuca allungate e filiformi cadenti sul dorso, di colore rosso-arancio (da cui il nome comune).
Il becco e le zampe sono di colore nerastro (il primo con base più chiara e tendente al color grigio-avorio), mentre gli occhi sono di colore bianco-azzurrino nel maschio e bianco-grigiastro nella femmina.

## Biologia
Si tratta di uccelli dalle abitudini di vita diurne e solitarie (sebbene le femmine e i giovani possano riunirsi in piccoli stormi dopo la stagione degli amori), coi maschi che durante il periodo riproduttivo divengono territoriali: molto schivi, essi passano la maggior parte della giornata nella canopia o nei rami appena al di sotto di essa, e a dispetto della colorazione sgargiante dei maschi è piuttosto difficile osservarli.
L'uccello giardiniere crinito (similmente alle specie congeneri) è piuttosto silente: i maschi vocalizzano durante la stagione riproduttiva per attrarre le femmine, emettendo suoni gracchianti o sibilanti.

### Alimentazione
La dieta di questi animali è onnivora, comprendendo sia frutta (in particolare fichi) e bacche che insetti (comprese le formiche) ed altri artropodi.

### Riproduzione
I dati riguardo alla riproduzione dell'uccello giardiniere crinito sono piuttosto scarsi e si limitano a una femmina riproduttiva ed un nido (massiccia struttura a coppa costruita con rametti e fibre vegetali intrecciati alla biforcazione di un albero) in febbraio e ad un maschio in amore nei pressi del suo pergolato (una struttura a forma di viale costruita al suolo piazzando due file parallele di rametti, decorata nello spiazzo antistante con oggetti luccicanti o colorati vivacemente): molto verosimilmente, le abitudini riproduttive di questa specie non differiscono in maniera significativa, per modalità e tempistica, da quanto osservabile nelle specie congeneri.

## Distribuzione e habitat
L'uccello giardiniere crinito è endemico di Papua Nuova Guinea, della quale popola unicamente i monti Adelbert, nella zona costiera orientale del Paese, appena a nord-ovest della penisola di Huon.
L'habitat di questi uccelli è rappresentato dalla foresta pluviale tropicale collinare, pedemontana e montana, fra 1200 e 1450 m di quota (sebbene singoli esemplari possano essere osservati anche più in basso, fino a 900 m).